# Maxus EV30
Pour les articles homonymes, voir EV30.
Le Maxus EV30 est un modèle de fourgon commercial léger 4 portes électrique conçu et produit par le constructeur automobile chinois Maxus depuis 2018.

## Aperçu
Le Maxus EV30 a été lancé sur le marché automobile chinois en janvier 2019 en tant que fourgon de distribution électrique de taille moyenne de la marque Maxus.

### Caractéristiques

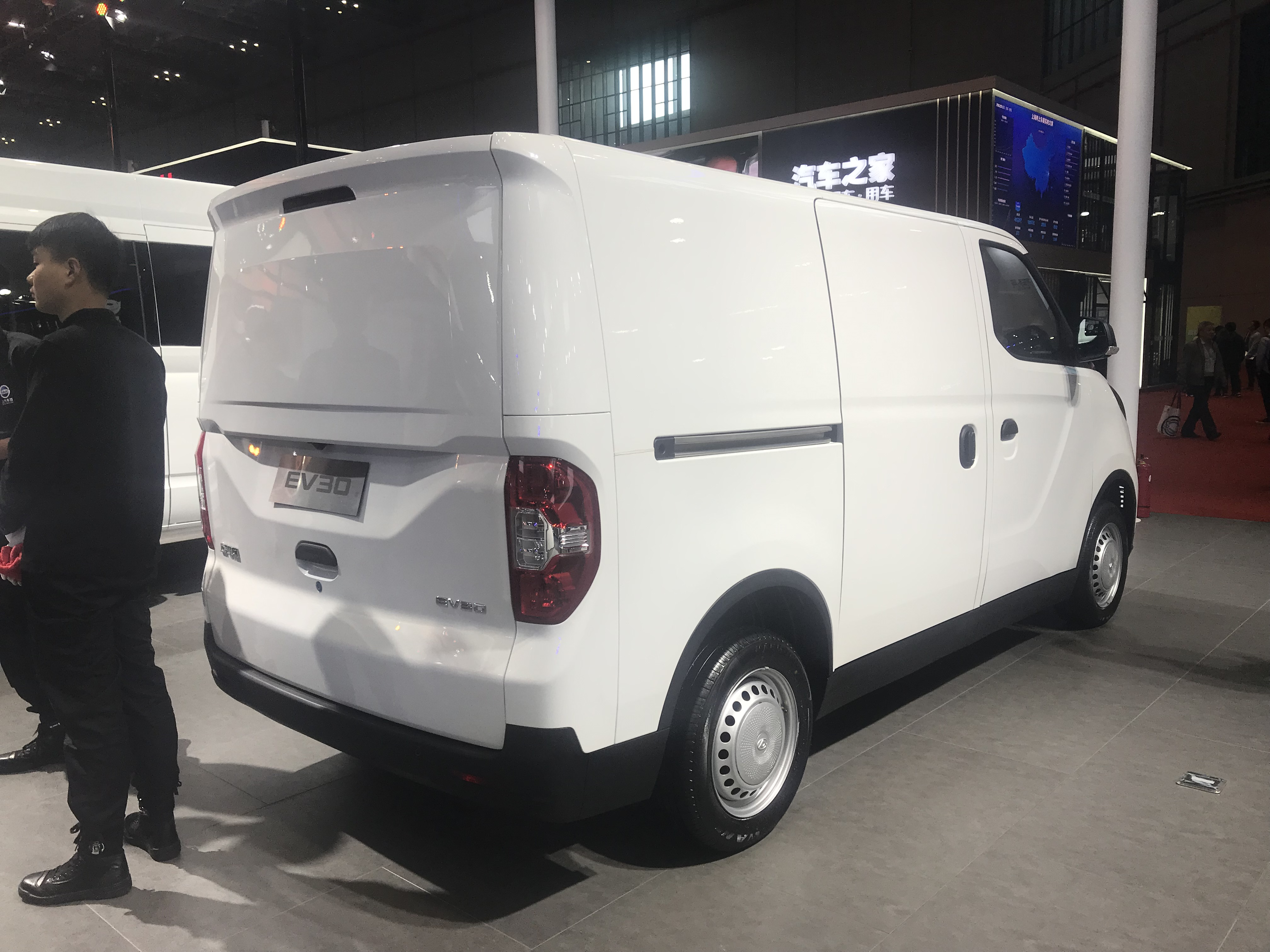
Maxus EV30 vue arrière

Le Maxus EV30 est un fourgon à 2 places et est équipé d'un groupe motopropulseur qui produit 94 ch (70 kW) de puissance et 220 Nm de couple qui alimente les roues avant. L'EV30 est capable d'une vitesse de pointe de 90 km/h, et roule à 50 km/h en 5 secondes. L'EV30 pour le marché chinois est électrique pur (BEV) équipé d'une batterie de 35 kWh montée sous le plancher de chargement et délivrant une autonomie de 235 km (147 milles) évalués par le NEDC.
En tant que fourgon électrique spécialement conçu, l'EV30 est doté d'une construction monocoque en aluminium et d'une partie avant composite. L'EV30 a une garde au sol de 145 mm et est possède des roues de 15 pouces. La capacité de charge utile maximale pour le modèle de marché chinois est de 830 kg et le volume de chargement est de 5 mètres cubes. En 2019, le prix du Maxus EV30 en Chine varie de 128 700 à 144 900 yuans avant les incitatifs. L'EV30 est équipé d'une configuration de jambes de force MacPherson et de ressorts à lames qui est davantage axée sur le chargement.
Sur certains marchés, l'EV30 serait proposé dans des variantes à empattement court et long qui transportent respectivement 4,8 et 6,3 mètres cubes. La variante à empattement court mesure 4,5 m avec une charge utile de 905 kg et la variante à empattement long ont augmenté l'empattement de 375 mm et atteint une longueur de 5,1 m avec une charge utile de 1 020 kg.

### Caractéristiques intérieures
Il n'y a pas de choix de niveaux de finition pour l'EV30. L'intérieur dispose d'un équipement standard comprenant la climatisation, les vitres électriques, la connectivité USB et Bluetooth, le stockage, les porte-gobelets, les rétroviseurs extérieurs électriques réglables, un volant multifonction et un système d'infodivertissement à écran tactile de huit pouces avec prise en charge d'Apple CarPlay et Android Auto pour les modèles d'exportation. De plus, une caméra de recul avec capteurs de stationnement arrière, un régulateur de vitesse, six anneaux de cerclage montés au sol dans la soute et une cloison solide de soute avec une option de panneau de verre pour séparer la cabine.

## Marchés d'exportation

### Marché britannique
Le Maxus EV30 est vendu sous le nom de Maxus E Deliver 3 au Royaume-Uni à partir de 2020. Comparé à l'EV30 chinois, le E Deliver 3 à le volant à droite et comporte des portes coulissantes au hayon. Les camionnettes Maxus E Deliver 3 sont exportées de Chine, le Royaume-Uni étant le premier marché d'exportation à lancer le véhicule.

### Marché australien
En Australie, le Maxus EV30 est vendu sous le nom de LDV EV30.

### Marché néo-zélandais
En Nouvelle-Zélande, le Maxus EV30 est vendu sous le nom de LDV eDeliver 3.

### Marché grec
En Grèce, le Maxus EV30 est vendu sous le nom de Maxus eDeliver 3.